# 塔齐奥·努沃拉里
塔齐奥·乔治·努沃拉里（義大利語：Tazio Giorgio Nuvolari；義大利語發音：[ˈtattsjo ˈdʒɔrdʒo nuvoˈlaːri]）是一名意大利赛车手。他最开始参加摩托车赛，然后专注于跑车赛和单座式赛车。作为曼托瓦居民，他被称为“飞翔的曼托瓦人”（義大利語：Il Mantovano Volante），绰号“尼沃拉“（義大利語：Nivola）。他获得过150场胜利，其中72场是重要赛事，包括24次大奖赛、5次齐亚诺杯、2次一千英里赛、2次弗洛里奥盾、2次皇家汽车俱乐部旅游者杯、1次勒芒24小时耐力赛和1届国际认证汽车俱乐部协会欧洲锦标赛冠军。费迪南德·波尔舍称他为“过去、现在和未来最伟大的车手”